# Piero Vaglio
Piero Vaglio (ur. 12 lutego 1888 w Mediolanie, zm. 17 maja 1964 w Albese con Cassano) – włoski zapaśnik walczący w stylu klasycznym. Olimpijczyk z Antwerpii 1920, gdzie odpadł w drugiej rundzie w wadze piórkowej.

## Letnie Igrzyska Olimpijskie 1920
| Konkurencja          | Rundy eliminacyjne     | Klas. końcowa |
| Konkurencja          | 1/8                    | Miejsce       |
| -------------------- | ---------------------- | ------------- |
| 60 kg styl klasyczny | Sander Boumans (BEL) P | I runda       |